# 文徳源氏
文徳源氏（もんとくげんじ、旧字体：文德源氏）は、第55代文徳天皇の皇子を祖とする源氏氏族で、賜姓皇族の一つ。姓（カバネ）は朝臣。

## 概要
源氏には祖とする天皇別に二十一の流派（源氏二十一流）があり、文徳源氏はそのうちの一つで文徳天皇から分かれた氏族である。
仁寿3年（853年）能有・時有・本有・載有の4皇子と、憑子・謙子・列子・濟子・奧子の4皇女に対して、源朝臣姓を与え、左京職に隷したのを始まりとする。貞観3年（861年）にも行有・富子の皇子女が同じく源朝臣姓を与えられて臣籍降下した。
文徳天皇には13人の皇子がいたとされるが、そのうち8人の皇子が臣籍降下して源氏を称した。このうち、子孫を残したのは源能有、源本有、源定有、源行有、源載有の5人である。特に源能有の子孫は、平安時代中期の源惟正（能有の曾孫）まで公卿に昇るなど繁栄したことから、その一族をして一般的には文徳源氏ということが多い。また、この流れから院政期には白河法皇が創設した北面武士に参加した源康季を出すが、康季が河内国坂戸牧を本領としたことから、この子孫は坂戸源氏を称した。

## 系譜
文徳天皇諸皇子系譜
源能有流（嫡流）系図

## 主な文徳源氏

### 氏族
- 坂戸氏